# 交流学習
交流学習（こうりゅうがくしゅう）は、異なった地域の小学校、中学校と、相互に行き来しながら、互いの学習成果を交換したり、またそれぞれの地域性を理解しあうことで、視野を広げ、学習の糧とする教育上の手法のひとつ。分校をもつような学校では、本校と分校、あるいは特別支援学校との交流、インターネットを通して、都市部の学校と北海道や沖縄など、直接は行き来することが困難な学校との交流学習といったケースもある。また、海外の日本人学校に派遣されて戻ってきた先生、その他つてをたどって、海外の小中学校との交流学習を実践している学校などもある。
呼称が似通っているが、交流教育というのは、これとは異なり、特別支援学級と健常児の学級、子学級と親学級という言い方もするが、そうした校内の特別支援教育上の交流を指して言う。